# Aleksandr Kolossov
Aleksandr Kolossov (* 7. Februar 1990 in Narva) ist ein estnischer Eishockeytorhüter, der seit 2017 bei den Paneuropa Kings in der European University Hockey League spielt.

## Karriere
Aleksandr Kolossov begann seine Karriere als Eishockeytorhüter in seiner Heimatstadt Narva beim dortigen Narva PSK, für den er in der Spielzeit 2008/09 in der Meistriliiga debütierte. 2010 wechselte er zum Ligakonkurrenten Tartu Kalev-Välk, mit dem er auf Anhieb estnischer Landesmeister wurde. 2012 konnte er mit der Mannschaft aus der Universitätsstadt den Titel erfolgreich verteidigen, während in den beiden folgenden Jahren jeweils der Vizemeistertitel erreicht wurde. In der Saison 2012/13 spielte er vorübergehend auch bei den Stingers aus der kanadischen ASHL. 2015 gewann er seinen dritten Titel mit Tartu Kalev-Välk. Seit 2017 steht er im Tor der Paneuropa Kings aus Bratislava, mit denen er in der European University Hockey League spielt.

### International
Für Estland nahm Kolossov im Juniorenbereich in der Division II an der U20-Weltmeisterschaft 2010 teil.
Im Seniorenbereich stand Kolossov bei den Weltmeisterschaften der Division I 2011 sowie der Division II 2012 und 2014 im Kasten des Teams aus dem Baltikum.

## Erfolge und Auszeichnungen
- 2011 Estnischer Meister mit Tartu Kalev-Välk
- 2012 Estnischer Meister mit Tartu Kalev-Välk
- 2012 Aufstieg in die Division I, Gruppe B, bei der Weltmeisterschaft der Division II, Gruppe A
- 2014 Aufstieg in die Division I, Gruppe B, bei der Weltmeisterschaft der Division II, Gruppe A
- 2015 Estnischer Meister mit Tartu Kalev-Välk